# Idaea consociata
Idaea consociata là một loài bướm đêm trong họ Geometridae.